# Laurilia
Laurilia là một chi nấm thuộc họ Echinodontiaceae.

## Các loài
- Laurilia sulcata (Burt) Pouzar (1959)
- Laurilia taxodii (Lentz & H.H. McKay) Pouzar (1968)